# Yohana Cobo
Yohana Cobo (Madrid, 12 de enero de 1985) es una actriz de cine y televisión española.

## Filmografía

### Películas
- 2000 - Aunque tú no lo sepas Como Ana.
- 2001 - Sin noticias de Dios
- 2002 - Semana Santa Como jóvenes Santa Catalina.
- 2002 - La bailarina arriba Como Terrorista.
- 2003 - La vida mancha Como Sara.
- 2004 - Seres queridos Como Prostituta N.º 2.
- 2004 - El séptimo día Como Isabel Jiménez.
- 2004 - Las llaves de la independencia Como Teresita.
- 2005 - Fin de curso  Como Noa.
- 2006 - Arena en los bolsillos Como Jeny.
- 2006 - Volver Como Paula.
- 2007 - Canciones de amor en Lolita's Club Como Djasmina.
- 2007 - El monstruo del pozo Como Ajo.
- 2008 - Vlog Como Helena.
- 2009 - Tramontana Como Rosa Campos de Amor.
- 2009 - Bullying Como Ania.
- 2018 - Campeones
- 2020 - 75 días Como Norma Anglés.

### Series de TV
- Farmacia de guardia Cap: "Para los amigos, Cuin" (1993).
- Ay Señor, Señor Cap: "Aire puro" (1995) Como Azucena.
- Canguros Cap: "Cita a ciegas" (1996) Como Paula.
- Tres hijos para mí solo Cap: "El día después" (1996).
- Querido maestro 2 capítulos (1997) Como Cristina.
- Hermanas 26 Capítulos (1998) Como Blanca.
- El último verano 1.ª temporada (1999) Como Idoia.
- Manos a la obra 1 capítulo: "De paso... torrijas" (1999)
- El comisario 2 Cap: "Silencio" y "Contigo" (2000) Como María.
- Hospital Central Cap: "Decisiones" (2002) Como Sonia.
- Javier ya no vive solo Cap: "Hechizos de amor" (2002).
- El comisario 2 Cap: "La hora del murciélago" y "Sangre" (2002).
- Código fuego Cap: "Despedidas" (2003) Como Almudena.
- El comisario Cap: "La casa de las meriendas" (2005) Como Natalia Moreno Hurtado.
- Los misterios de Laura Cap: "El misterio del vecindario perfecto" (2009) Como Begoña.
- Paquita Salas Cap: "El Secreto" (2018) Como ella misma.
- Terror y feria Cap: "Homenaje" (2019) Como Selma.

### Teatro y microteatro
- El hombre del cuarto oscuro (2014)
- La regla del tres (2015-2019)
- Las limas amarillas de Mavala (2017-2018)
- Desamparadas (2017-2019)

## Premios
Festival Internacional de Cine de Cannes
| Año  | Categoría    | Película | Resultado |
| ---- | ------------ | -------- | --------- |
| 2006 | Mejor actriz | Volver   | Ganadora  |